# جزيرة ليمبا
جزيرة ليمبا وهي جزيرة من جزر إندونيسيا، وتقع في إقليم غورونتالو، ضمن أرخبيل سولاوسي.